# كاثلين روبيرتسون
كاثلين روبرتسون (بالإنجليزية: Kathleen Robertson)‏ وهي ممثلة ومنتجة كندية ولدت في يوم 8 يوليو 1973 في مدينة هاميلتون في أونتاريو في كندا، ومثلت في عدة مسلسلات.

## وصلات خارجية
- كاثلين روبيرتسون على موقع IMDb (الإنجليزية)
- كاثلين روبيرتسون على موقع ألو سيني (الفرنسية)
- كاثلين روبيرتسون على موقع أول موفي (الإنجليزية)
- كاثلين روبيرتسون على موقع قاعدة بيانات الأفلام السويدية (السويدية)
- كاثلين روبيرتسون على موقع إن إن دي بي (الإنجليزية)
- كاثلين روبيرتسون على موقع قاعدة بيانات الفيلم (الإنجليزية)
- كاثلين روبيرتسون على موقع كينوبويسك (الروسية)

- كاثلين روبرتسون على قاعدة بيانات الأفلام على الإنترنت